# البطولات الأسترالاسية 1915 (كرة مضرب)
هنا قائمة بالبطولات الأسترالاسية لكرة المضرب, المعروفة الآن باسم أستراليا المفتوحة لسنة 1915:

## فردي الرجال
جوردن لاو هزم  هوراس رايس 4-6 6-1 6-1 6-4